# 45e Match des étoiles de la Ligue nationale de hockey
Match précédent Match suivant
Le 45e Match des étoiles de la Ligue nationale de hockey fut tenu le 22 janvier 1994 dans le domicile des Rangers de New York, le Madison Square Garden. L'équipe représentant la Conférence de l'est l'emporta par la marque de 9 à 8 aux dépens de la Conférence de l'Ouest. L'étoile de la rencontre fut Mike Richter des Rangers qui bloqua 19 des 21 tirs dirigé contre lui.

## Effectif

### Conférence de l'Ouest
- Entraîneur-chef : Barry Melrose ; Kings de Los Angeles.
- Capitaine d'honneur : Gordie Howe.

Gardiens de buts :
- 29 Félix Potvin ; Maple Leafs de Toronto.
- 31 Curtis Joseph ; Blues de Saint-Louis.
- 32 Arturs Irbe ; Sharks de San José.

Défenseurs :
- 02 Al MacInnis ; Flames de Calgary.
- 04 Rob Blake ; Kings de Los Angeles.
- 05 Alekseï Kassatonov ; Mighty Ducks d'Anaheim.
- 06 Sandis Ozoliņš ; Sharks de San José.
- 07 Chris Chelios ; Blackhawks de Chicago.
- 77 Paul Coffey ; Red Wings de Détroit.

Attaquants
- 09 Shayne Corson, AG ; Oilers d'Edmonton.
- 10 Pavel Boure, AD ; Canucks de Vancouver.
- 13 Teemu Selänne, AD ; Jets de Winnipeg.
- 14 Dave Andreychuk, AG ; Maple Leafs de Toronto.
- 16 Brett Hull, AD ; Blues de Saint-Louis.
- 18 Dave Taylor, AD ; Kings de Los Angeles.
- 19 Brendan Shanahan, AG ; Blues de Saint-Louis.
- 25 Joe Nieuwendyk, C ; Flames de Calgary.
- 26 Russ Courtnall, AG ; Stars de Dallas.
- 27 Jeremy Roenick, C ; Blackhawks de Chicago.
- 91 Sergueï Fiodorov, C ; Red Wings de Détroit.
- 93 Doug Gilmour, C ; Maple Leafs de Toronto.
- 99 Wayne Gretzky, C ; Kings de Los Angeles.  Capitaine

### Conférence de l'Est
- Entraîneur-chef : Jacques Demers ; Canadiens de Montréal.
- Capitaine d'honneur : Rod Gilbert.

Gardiens de buts
- 33 Patrick Roy ; Canadiens de Montréal.
- 34 John Vanbiesbrouck ; Panthers de la Floride.
- 35 Mike Richter ; Rangers de New York.

Défenseurs :
- 02 Brian Leetch ; Rangers de New York.
- 03 Garry Galley ; Flyers de Philadelphie.
- 04 Scott Stevens ; Devils du New Jersey.
- 34 Al Iafrate ; Capitals de Washington.
- 55 Larry Murphy ; Penguins de Pittsburgh.
- 77 Raymond Bourque ; Bruins de Boston.

Attaquants :
- 07 Joe Mullen, AD ; Penguins de Pittsburgh.
- 08 Mark Recchi, AD ; Flyers de Philadelphie.
- 09 Adam Graves, AG ; Rangers de New York.
- 10 Geoff Sanderson, AG ; Whalers de Hartford.
- 11 Mark Messier, C ; Rangers de New York.  Capitaine
- 12 Adam Oates, C ; Bruins de Boston.
- 17 Pierre Turgeon, C ; Islanders de New York.
- 18 Joe Sakic, C ; Nordiques de Québec.
- 19 Brian Bradley, C ; Lightning de Tampa Bay.
- 20 Alekseï Iachine, C ; Sénateurs d'Ottawa.
- 22 Bob Kudelski, AD ; Panthers de la Floride.
- 88 Eric Lindros, C ; Flyers de Philadelphie.
- 89 Aleksandr Moguilny, AD ; Sabres de Buffalo.

## Feuille de match
| No                | Score            | Équipe           | Buteur (Passeur(s))              | Temps            |                  |
| Première période  | Première période | Première période | Première période                 | Première période | Première période |
| ----------------- | ---------------- | ---------------- | -------------------------------- | ---------------- | ---------------- |
| 1                 | 1-0              | Ouest            | Roenick (Nieuwendyk - Blake)     | 7:31             |                  |
| 2                 | 1-1              | Est              | Kudelski (Turgeon - Bourque)     | 9:46             |                  |
| 3                 | 2-1              | Ouest            | Fiodorov (Boure - Ozoliņš)       | 10:20            |                  |
| 4                 | 2-2              | Est              | Lindros                          | 11:00            |                  |
| 5                 | 3-2              | Ouest            | Shanahan (Gretzky - Hull)        | 13:21            |                  |
| 6                 | 3-3              | Est              | Iachine (Sakic - Turgeon)        | 14:29            |                  |
| 7                 | 4-3              | Ouest            | Andreychuk (MacInnis - Fiodorov) | 15:10            |                  |
| Pénalité : Aucune |                  |                  |                                  |                  |                  |
| Deuxième période  |                  |                  |                                  |                  |                  |
| 8                 | 4-4              | Est              | Stevens (Oates - Sanderson)      | 10:37            |                  |
| 9                 | 5-4              | Ouest            | Coffey (Andreychuk - Gilmour)    | 12:36            |                  |
| 10                | 6-4              | Ouest            | Ozoliņš (Taylor - Roenick)       | 14:39            |                  |
| 11                | 6-5              | Est              | Messier (Mullen - Graves)        | 15:05            |                  |
| Pénalité : Aucune |                  |                  |                                  |                  |                  |
| Troisième période |                  |                  |                                  |                  |                  |
| 12                | 7-5              | Ouest            | Ozoliņš (Bure)                   | 0:55             |                  |
| 13                | 7-6              | Est              | Mullen (Graves - Messier)        | 1:28             |                  |
| 14                | 8-6              | Ouest            | Shanahan (Gretzky - Chelios)     | 7:40             |                  |
| 15                | 8-7              | Est              | Sakic (Turgeon - Stevens)        | 10:41            |                  |
| 16                | 8-8              | Est              | Kudelski (Messier)               | 13:59            |                  |
| 17                | 8-9              | Est              | Iachine (Sakic - Turgeon)        | 16:18            |                  |
| Pénalité : Aucune |                  |                  |                                  |                  |                  |

Gardiens :
- Reste du monde : Potvin (1re période), Irbe (2e période), Joseph (3e période).
- Conférence de l'Est : Roy (1re période), Richter (2e période), Vanbiesbrouck (3e période).

Tirs au but :
- Ouest (46) 17 - 21 - 08
- Est (56) 19 - 18 - 19

Arbitres : Bill McCreary
Juges de ligne : Gord Broseker, Pat Dapuzzo